# Mairie d'Issy (métro de Paris)
Mairie d'Issy est une station de la ligne 12 du métro de Paris, située sur la commune d'Issy-les-Moulineaux. Elle possède la particularité de marier plusieurs styles de décorations : le style « Nord-Sud », le style « CMP » et le style « Ouï-dire ».

## Histoire
La station est ouverte le 24 mars 1934 en tant qu'extrémité du prolongement de la ligne 12 au-delà du terminus de Porte de Versailles, réalisé quelques années après l'absorption de la société originelle du Nord-Sud (à qui appartenait la ligne qu'elle désignait par la lettre « A ») par sa compagnie rivale, la Compagnie du chemin de fer métropolitain de Paris (CMP). La station constitue depuis sa mise en service le terminus sud-ouest de la ligne. Le changement de sens de circulation des rames se fait par un tiroir de manœuvre.
Au milieu des années 1990, due à un traitement particulier, la station est rénovée partiellement dans le style « Ouï-dire ». 
En 2019, 4 096 487 voyageurs sont entrés à cette station ce qui la place à la 111e position des stations de métro pour sa fréquentation.
En 2020, avec la crise du Covid-19, 2 083 392 voyageurs sont entrés dans cette station ce qui la place à la 116e position des stations de métro pour sa fréquentation.
En 2021, la fréquentation remonte progressivement, avec 2 874 138 voyageurs qui sont entrés dans cette station ce qui la place à la 115e position des stations de métro pour sa fréquentation.

## Services aux voyageurs

### Accès
La station ne dispose que d'un seul accès au carrefour entre l'avenue de la République et la rue du Général-Leclerc. L'accès est orné de deux mâts Dervaux.
Bien qu'elle ait été ouverte par la CMP, lors de la rénovation des couloirs durant les années 2000, les couloirs de la station sont affublés de frises à vague en céramique marron du style « Nord-Sud » en remplacement des frises à losanges CMP de la même couleur.

Accès à la station
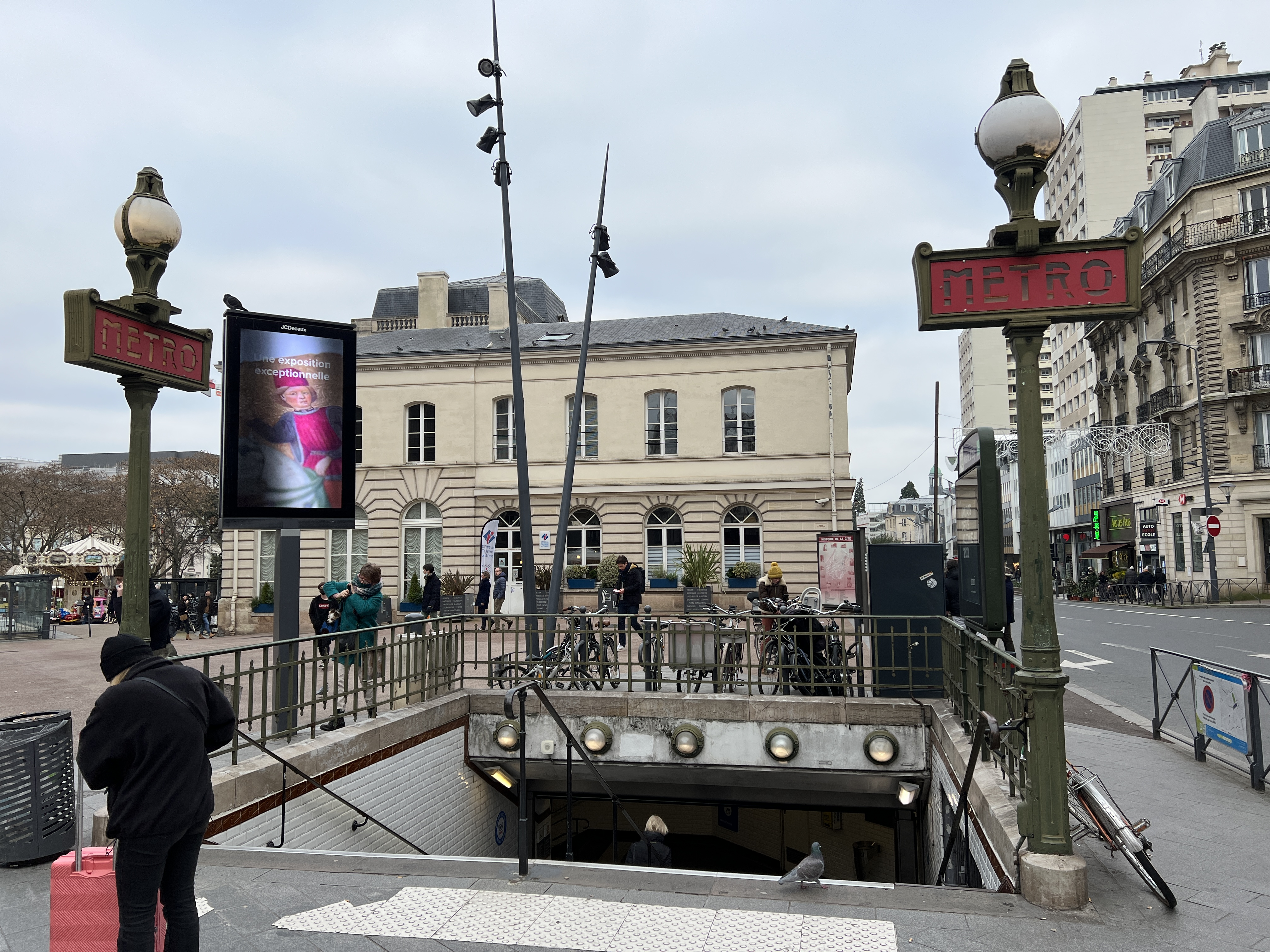
L'accès principal de la station.
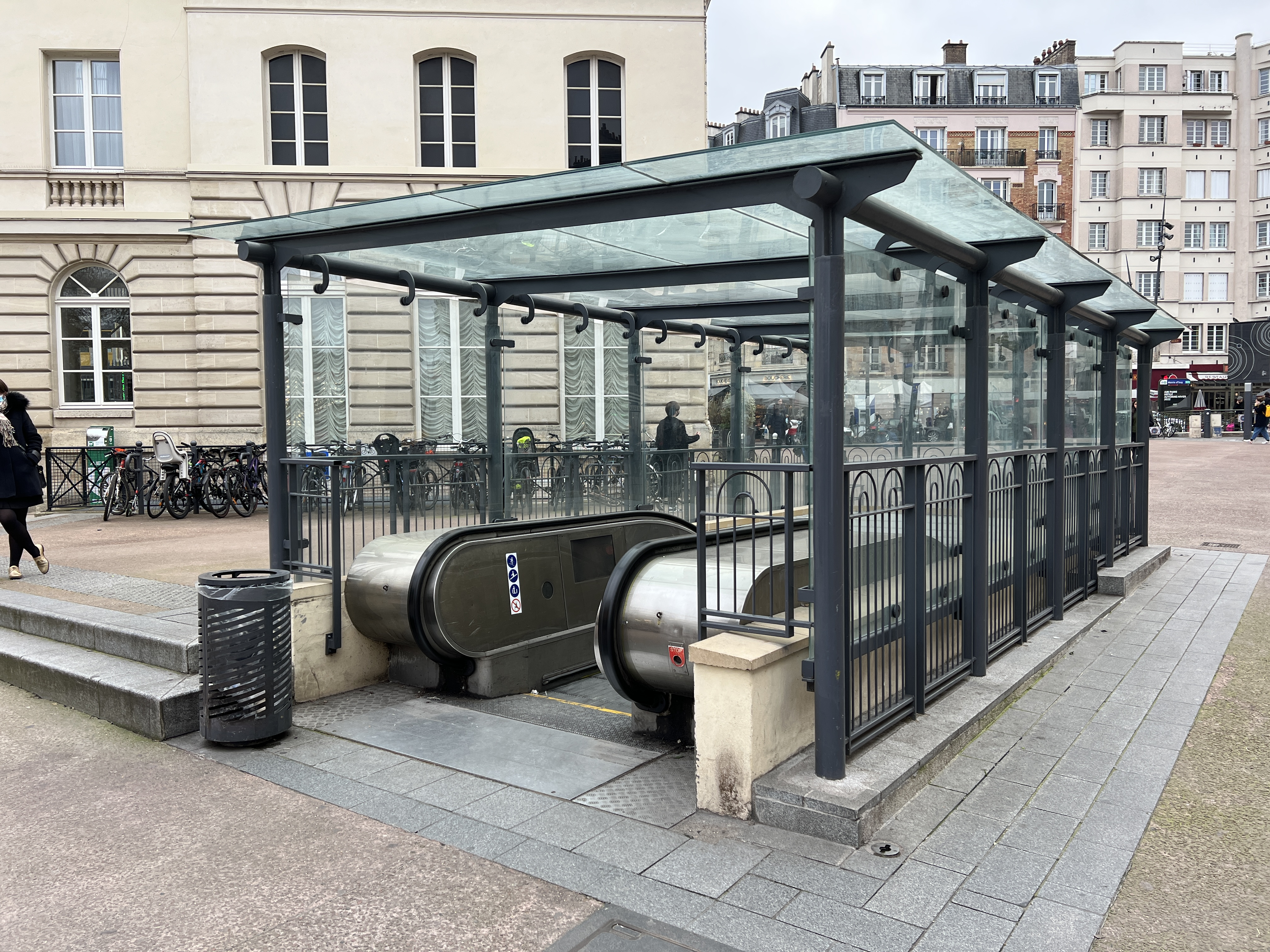
L'escalier mécanique de l'accès.

.

### Quais

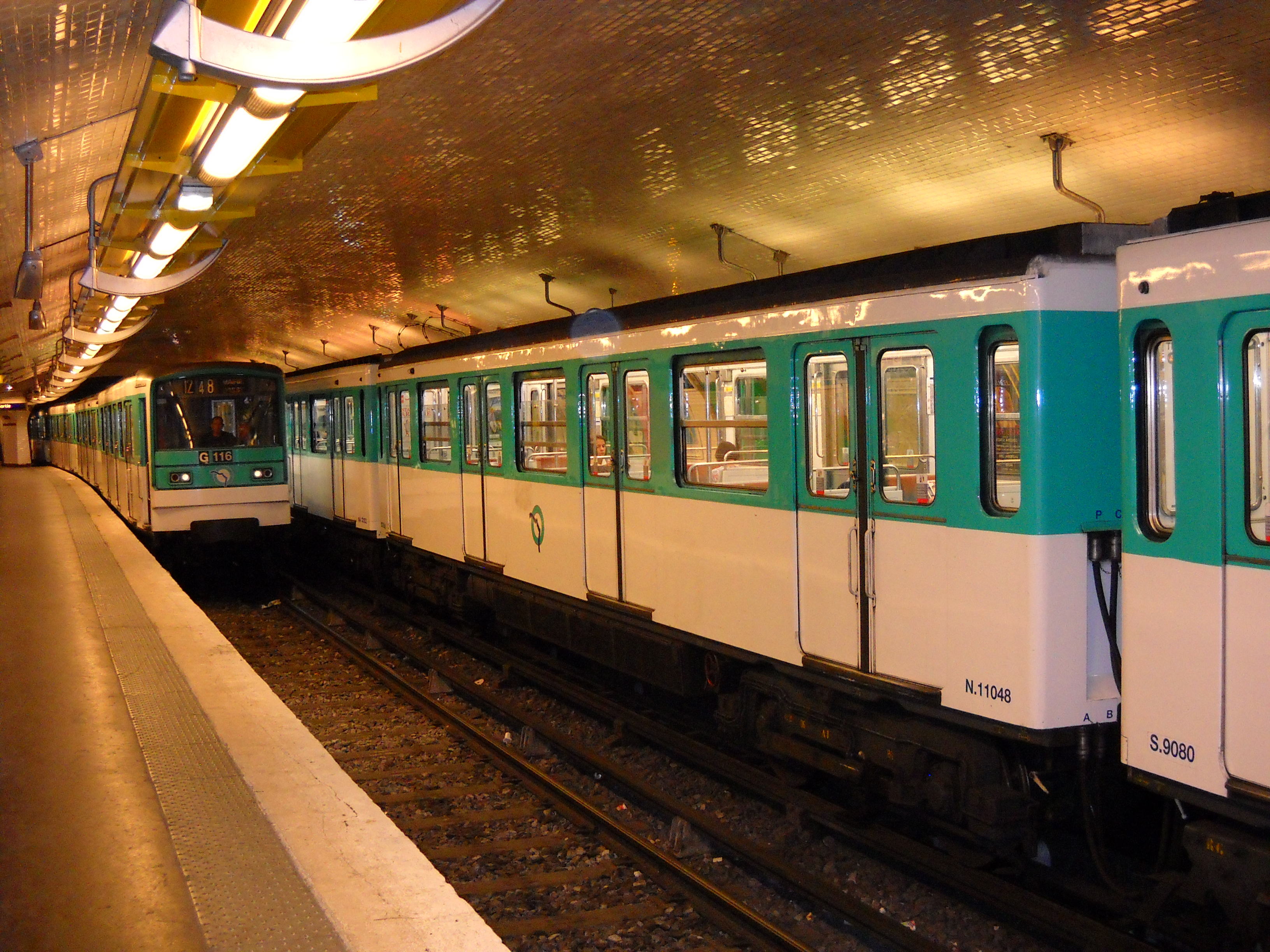
Deux rames en station, en septembre 2009.

Mairie d'Issy est une station de configuration standard : elle possède deux quais séparés par les deux voies du métro et la voûte est elliptique. Les quais sont aménagés dans un style particulier qui mélange le style d'origine CMP de la station et le style « Ouï-dire » de la fin des années 1980. Le style d'origine est représenté par les carreaux en céramique blancs biseautés qui recouvrent les pieds-droits, la voûte et le tympan, les cadres publicitaires qui sont en faïence de couleur miel et le nom de la station qui est également en faïence. Le style « Ouï-dire » est représenté par les bandeaux d'éclairage jaunes, supportés par des consoles courbes en forme de faux, avec l'éclairage direct blanc et l'éclairage indirect, projeté sur la voûte, multicolore et complétés par des sièges individuels suspendus de couleur dorée et des banquettes assis-debout argentées. Le mariage de ce style avec le style original constitue un cas unique sur le réseau, les autres station rénovées dans le style « Ouï-dire » ayant toutes reçu des carreaux plats, un nom sur plaques et des cadres publicitaires cylindriques.

### Intermodalité
À l'extérieur, une gare routière, desservie par de nombreuses lignes de bus, fait de Mairie d'Issy un lieu d'échanges important du sud-ouest de Paris. Elle est desservie par les lignes 123, 169, 190, 290, 323 et le service urbain TUVIM du réseau de bus RATP et, la nuit, par la ligne N13 du réseau Noctilien.

## À proximité
La station de métro est située à proximité immédiate de l'hôtel de ville d'Issy-les-Moulineaux, du Musée français de la carte à jouer, de l'écoquartier Issy Cœur de Ville, et des nombreux commerces situés dans les avenues Victor-Cresson et de la République.